# Вригт, Вильгельм фон
Вильгельм фон Вригт (фин. Wilhelm von Wright; 5 апреля 1810, Куопио, Великое княжество Финляндское, Российская империя — 2 июля 1887, остров Уруст, провинция Бохуслен, королевство Швеция) — шведский и финский художник-анималист и иллюстратор, натуралист-любитель.

## Биография
Родился в 1810 году, в семье майора шведской армии. За год до рождения Вильгельма, по результатам Русско-шведской войны Финляндия вошла в состав России. Его отец после этого вышел в отставку, но остался в Финляндии, где он владел поместьем.
Семья фон Вригт имела шотландские корни. Родоначальник семьи, шотландский торговец по фамилии Райт в XVII веке поселился в Нарве (тогда — Швеция, ныне — Эстония). После того как по результатам Северной войны Нарва оказалась в составе России, семья Райт переехала на остававшиеся шведскими территории к северу от Балтийского моря. К моменту рождения Магнуса Райты были уже дворянами, о чём свидетельствовала добавленная к фамилии приставка «фон». Кроме того, к началу XIX века семья давно уже имела не шотландское, а шведское самосознание, а её члены разговаривали на шведском языке и относили себя к финским шведам. Фамилия Райт тоже стала произносится на местный манер — Вригт (в соответствии с написанием).
Вильгельм получил хорошее образование, как и его братья, Магнус фон  Вригт (1805—1868) и Фердинанд фон  Вригт (1822—1906), которые тоже избрали карьеру художников. С начала 1823 года Вильгельм жил в Стокгольме у старшего брата Магнуса, который обучал его рисованию. Подростком Вильгельм помогал старшему брату в создании иллюстраций для многотомного труда «Svenska Fåglar» («Птицы Швеции»).
В дальнейшем Вильгельм, уже самостоятельно, выполнил 60 цветных иллюстраций для другой работы по биологии — «Skandinaviens fiskar» («Рыбы Скандинавии») Бенгта Фредрика Фрайса и Карла Якоба Сундеваля. Он также регулярно иллюстрировал выходивший в Стокгольме журнал для охотников и натуралистов «Tidskrift for Jagare och Natur Forskaren», издававшийся Шведским охотничьем обществом. Кроме того, Вригт проиллюстрировал ещё ряд книг, а некоторые подборки своих иллюстраций, посвященные птицам Швеции, издавал отдельно, снабдив их собственными краткими описаниями.
В 1835 году Вильгельм фон Вригт был избран членом Шведской королевской академии художеств. В 1845 году он женился на Марии Маргарите, урождённой Бильдт (1816—1884). В 1855 году получил должность главного инспектора по надзору за рыбаками в провинции Бохуслен, однако вскоре после этого тяжело заболел. Скончался на острове Уруст в той же провинции в 1887 году после продолжительной болезни.

## Иллюстрации к сочинению «Птицы Швеции» (совместно сМагнусом фон Вригтом)
- Сорока
- Белая трясогузка
- Жёлтая трясогузка
- Красношейная поганка (птенец)
- Обыкновенная овсянка
- Хохлатый баклан
- Большой крохаль
- Обыкновенная пустельга
- Белокрылый клёст
- Корольки и Крапивник
- Тундряная куропатка
- Морская чайка

## Оцифрованные печатные работы
- Svenska fåglar efter naturen och på sten ritade af M. och W. von Wright. (1828)
- Svenska foglarna, uppställde i systematisk ordning, med namn och korta kännemärken, till vägledning för nybegynnare i ornithologiens studium, och ett repertorium för jägare och jagtälskare. Stockholm, Nordströmska boktryckeriet, 1839.
- Skandinaviens fiskar : målade efter lefvande exemplar och ritade på sten ; Bihang, innefattande beskrifningar öfver de i Skandinavien bruklige fiskeredskap. Stockholm: Norstedt. 1842